# Усман-Ташлинська сільська рада
Усма́н-Ташли́нська сільська рада (рос. Усман-Ташлинский сельский совет) — муніципальне утворення у складі Єрмекеєвського району Башкортостану, Росія. Адміністративний центр — село Усман-Ташли.

## Населення
Населення — 897 осіб (2019, 982 в 2010, 1000 в 2002).

## Склад
До складу поселення входять такі населені пункти:
| Населений пункт    | Населення, осіб (2002) | Населення, осіб (2010) |
| ------------------ | ---------------------- | ---------------------- |
| Аксаково, присілок | 27                     | 22                     |
| Старошахово, село  | 426                    | 419                    |
| Усман-Ташли, село  | 547                    | 541                    |